# Silenka širolistá bílá

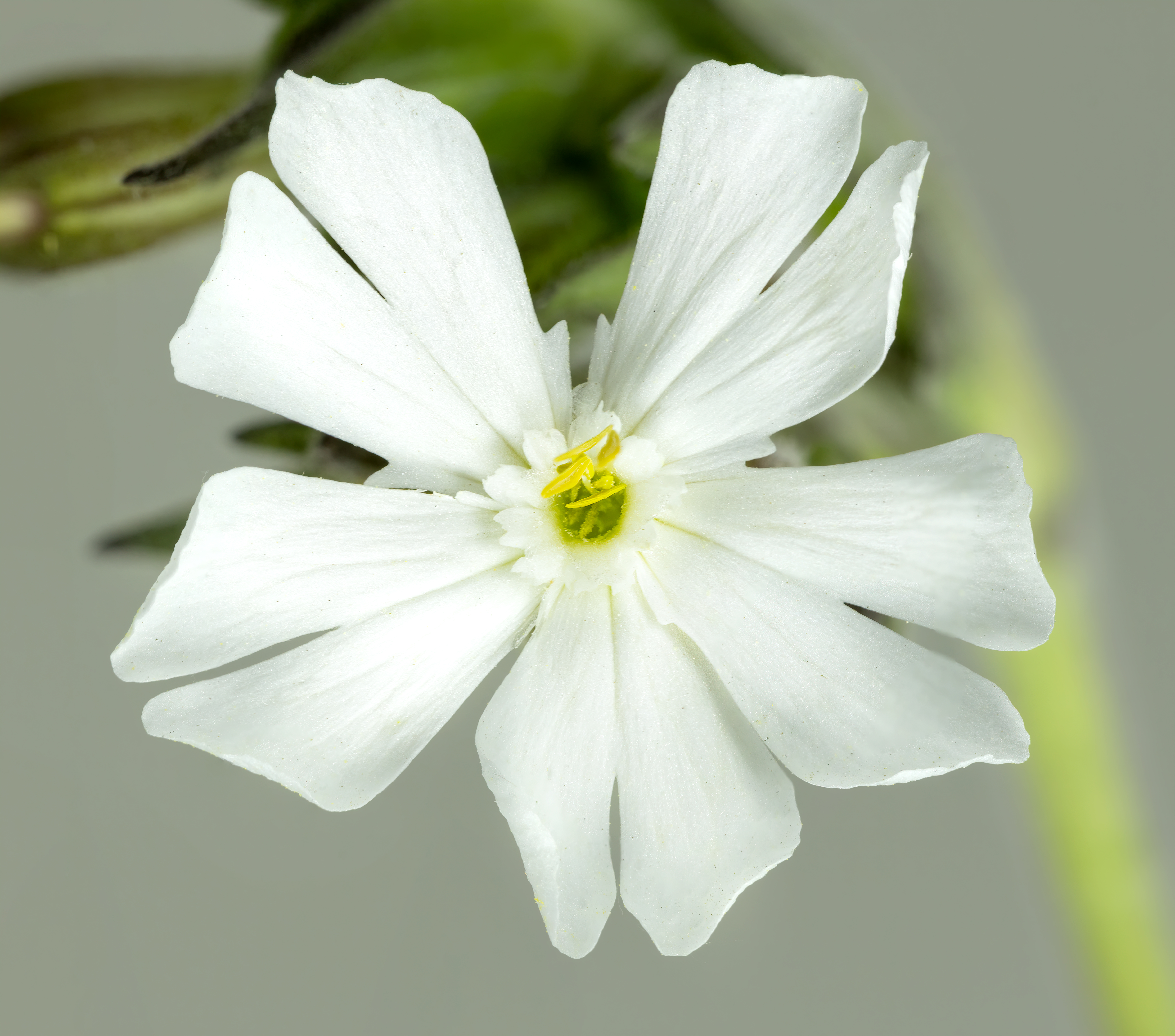

Silenka širolistá bílá (Silene latifolia subsp. alba, syn. Melandrium album), též knotovka bílá, je jednoletá až vytrvalá vyšší bylina (40–100 cm), velmi častá na mezích, loukách a u cest od nížin až do hor.

## Popis
Květy tohoto druhu jsou dvoudomé. Samičí rostliny mají nafouklý často nafialovělý kalich s tobolkou, samčí bývají štíhlejší, s válcovitým kalichem, který po odkvětu opadá. Kvete od května do září. Lodyhy jsou v horní části žláznaté, dole měkce chlupaté. Plodem jsou široce vejčité tobolky, jež zůstávají obaleny vytrvalým kalichem.